# Hedysarum karataviense
Hedysarum karataviense är en ärtväxtart som beskrevs av Boris Fedtjenko. Hedysarum karataviense ingår i släktet buskväpplingar, och familjen ärtväxter. Inga underarter finns listade i Catalogue of Life.